# Assemblée nationale (1871)
Pour les autres articles nationaux ou selon les autres juridictions, voir Assemblée nationale.
Pour les articles homonymes, voir Assemblée nationale française (homonymie).
 (août 2016).
L'Assemblée nationale élue le 8 février 1871 est la première assemblée élue de la Troisième République en France. 
Les gouvernements qui en sont issus gouvernent le pays du 19 février 1871 au 31 décembre 1875. Elle est composée de 768 représentants, dont 15 pour l'outre-mer.

## Origines
À la suite de la défaite française de Sedan, durant la guerre franco-allemande de 1870, les conditions de l'armistice signé le 28 janvier 1871 à Versailles par Jules Favre au nom du Gouvernement de la Défense nationale, prévoient la convocation d'une assemblée nationale, seule capable de ratifier un traité de paix entre la France vaincue et son vainqueur le nouvel Empire allemand.
La campagne électorale est courte (à peine 10 jours). Dans 43 départements occupés par les troupes allemandes les réunions électorales sont impossibles. Près de 500 000 soldats sont prisonniers des Allemands ou sont internés en Belgique et en Suisse où ils se sont réfugiés à la fin des combats, ils ne peuvent voter. Les différentes opinions ne peuvent s'affronter sur les deux principaux enjeux de la consultation : la paix et l'avenir de la République proclamée à Paris le 4 septembre 1870.
Le leader républicain, Léon Gambetta a obtenu du Gouvernement de la Défense nationale un décret sur l'interdiction de se présenter pour les personnalités ayant collaboré à la politique du Second Empire et pour les membres des familles ayant régné sur la France. Cela doit exclure les bonapartistes et les royalistes (légitimistes et orléanistes) et assurer la pérennité de la toute nouvelle République. Mais son collègue du gouvernement, Jules Simon, fait annuler le décret. Le personnel politique des régimes précédents peut donc se recycler. Gambetta démissionne le 6 février.

## Les élus
Il y a 768 sièges à pourvoir. Mais de nombreuses personnalités sont élues dans plusieurs départements (Adolphe Thiers dans 26 départements, Léon Gambetta dans 10). En fait, il n'y a que 675 sièges pourvus. De nouvelles élections devraient avoir lieu rapidement, mais le déclenchement du soulèvement de la Commune de Paris va les repousser en juillet. Près de 400 députés, surtout des provinciaux, ceux qui seront appelés les « Ruraux », sont des partisans de la paix pour éviter l'occupation ennemie et permettre le retour des soldats prisonniers. Pour la plupart, ils sont d'opinions monarchistes et très défavorables à Paris. Sont élus plus de 200 républicains de diverses tendances et 30 bonapartistes.
Les départements de l'Est qui sont occupés et sont menacés d'annexion par l'Allemagne ne sont pas favorables à une paix mutilante. Paris a voté « républicain ». Sur 43 députés, seuls 6, dont Adolphe Thiers, sont proches des « Ruraux ». Il y a quatre socialistes révolutionnaires qui ont été présentés par le Comité central républicain des Vingt arrondissements et l'Association internationale des travailleurs. Les autres sont des républicains comme Louis Blanc, Georges Clemenceau, Henri Rochefort… Giuseppe Garibaldi est élu mais l'Assemblée le déclare inéligible car étranger. Victor Hugo, lui-même élu, démissionne pour protester contre cette décision.

## Premières décisions

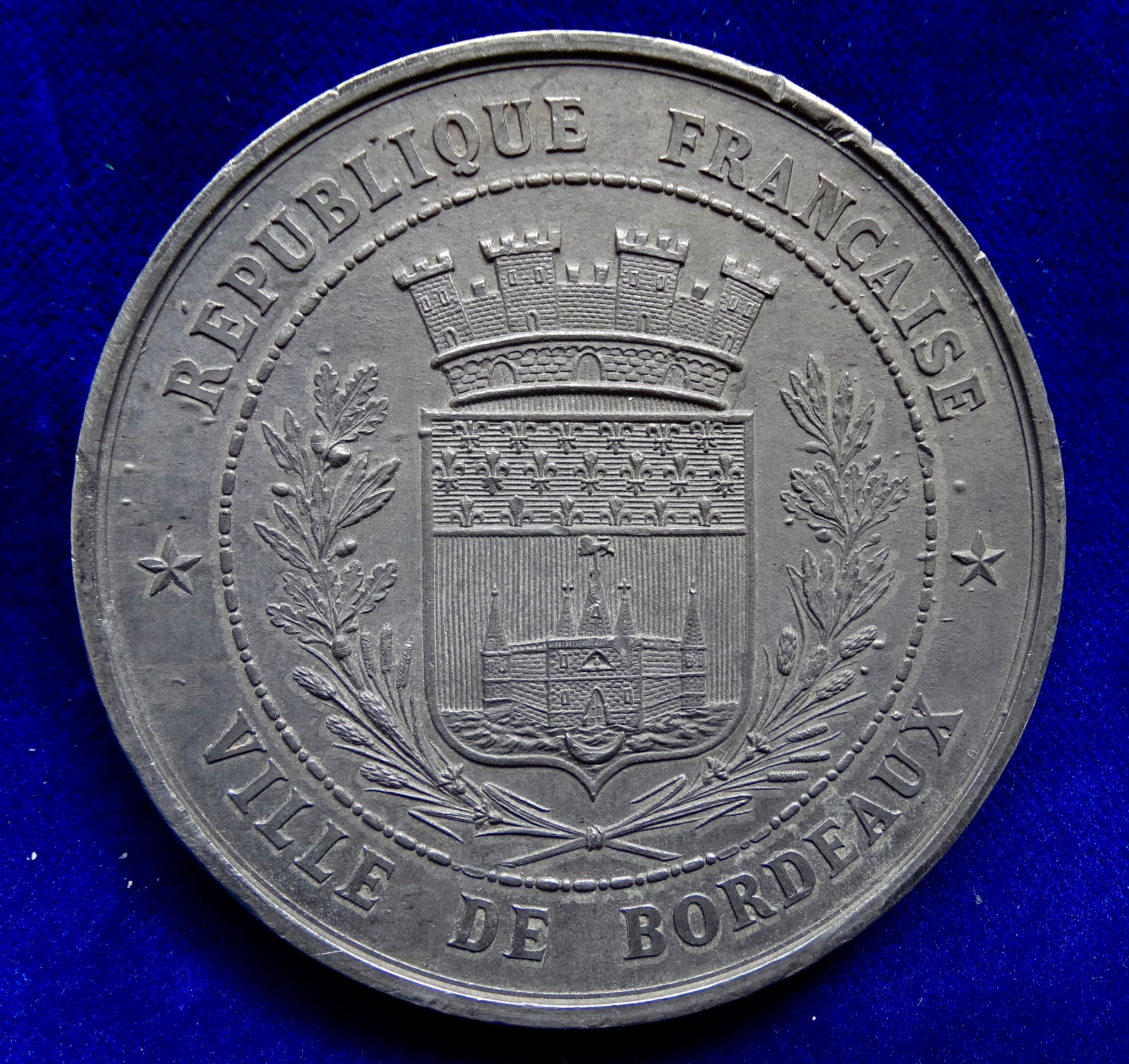
Référence numismatique des premières décisions de l'assemblée nationale à Bordeaux 1871, avers.

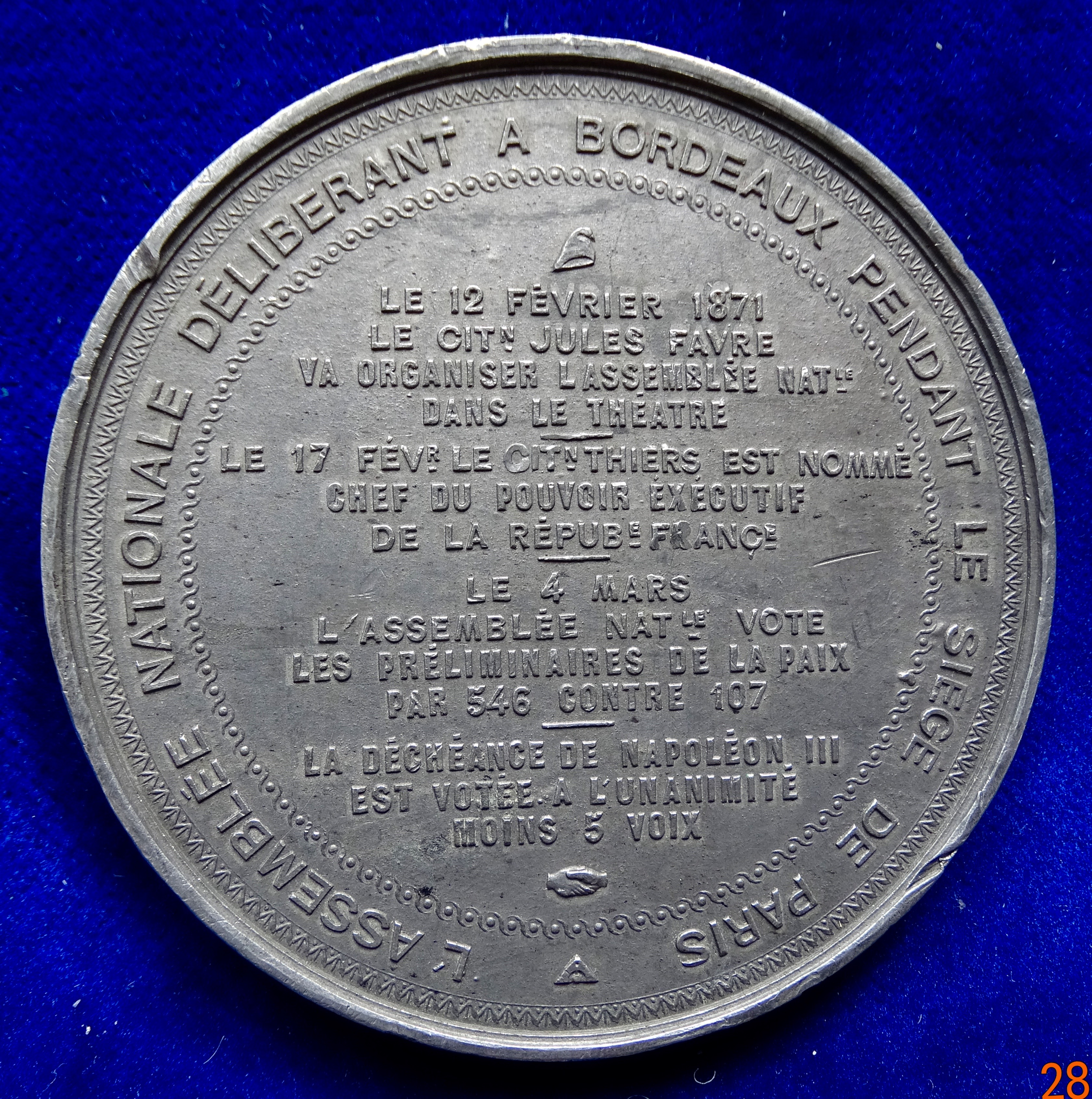
Référence numismatique des premières décisions de l'assemblée nationale à Bordeaux 1871, revers.

L'Assemblée a deux priorités : conclure la Paix et soumettre Paris. Paris étant encerclée, l'Assemblée se réunit à Bordeaux, au Grand Théâtre, le 12 février 1871. Le 15, elle supprime la solde de la Garde nationale, privant plusieurs centaines de milliers de Parisiens de revenus assurés. Le 17, elle confie le pouvoir exécutif à Adolphe Thiers « en attendant qu'il soit statué sur les institutions de la France » : la République n'est même pas assurée de survivre. Jules Grévy est élu président de l'Assemblée. Le 17, les députés d'Alsace et de Lorraine protestent, en vain, contre l'abandon programmé de ces régions aux Allemands. Le 19 février, Thiers obtient l'investiture du nouveau gouvernement et part pour Versailles pour y négocier avec Bismarck les conditions de la paix. Le 4 mars, l'Assemblée ratifie le traité préliminaire de paix (546 pour, 107 contre et 23 abstentions). Le même jour, elle vote la déchéance de Napoléon III et de sa dynastie.
Puis l'Assemblée prend des mesures provocatrices contre les Parisiens. Le 6 mars, le général d'Aurelle de Paladines est nommé commandant en chef de la Garde nationale. Le 10, l'Assemblée vote la fin du moratoire des loyers et des effets de commerce : plus de 150 000 Parisiens sont menacés d'expulsion, de faillite et de poursuites judiciaires. Le même jour, l'Assemblée choisit Versailles comme son lieu de réunion, où il est prévu qu'elle s'installe le 20 mars. De fait, Paris perd son rôle de capitale.
Pour régler le « problème de Paris » avant l'arrivée de l'Assemblée, Thiers ordonne la confiscation des canons détenus par les Parisiens. C'est alors le soulèvement du 18 mars 1871, et le début de la Commune de Paris. Pendant la durée de la Commune, l'Assemblée refuse toutes les tentatives de conciliation entreprises par les maires, les députés et les francs-maçons de Paris[réf. nécessaire].

## Contradictions dans la majorité
La Semaine sanglante ayant « libéré » l'Assemblée de l'hypothèque parisienne, les députés se mettent au travail. Il faut régler les problèmes courants et décider de l'avenir politique de la France. Il faut redonner une armature politico-administrative au pays. Les notables sont favorables à la décentralisation qui leur octroierait une grande influence mais Thiers, plus centralisateur, veut s'appuyer sur les préfets. En avril 1871, une loi prévoit que les maires (sauf dans les grandes villes) seront élus par les conseils municipaux et non plus nommés par les préfets. En août, les conseils généraux voient leurs pouvoirs élargis. La débâcle de 1870 de l'armée impériale rend nécessaire une réorganisation militaire. Pour nombre de notables il faut imiter le modèle prussien qui « a fait ses preuves ». Ils souhaitent un service obligatoire court avec une réserve importante. Thiers est favorable à un service long et inégalitaire. La loi de 1872 maintient donc le tirage au sort parmi les conscrits : les « mauvais numéros » (la moitié du contingent annuel) écopent de 5 ans (avec 4 années supplémentaires de réserve), les « bons numéros » bénéficient de 6 mois à un an. Les diplômés (à partir de bachelier, tous fils de la bourgeoisie et de l'aristocratie) obtiennent un service volontaire d'un an, s'ils devancent l'appel et paient leur équipement. Les soutiens de famille, les professeurs et les ecclésiastiques sont dispensés.
Dès juin 1871, l'Assemblée annule la loi d'exil qui frappait les anciennes familles régnantes. Aux élections complémentaires de juillet 1871, les 46 départements qui votent envoient à l'assemblée 100 républicains et 12 monarchistes. 
L'Assemblée à cette date commençait à se constituer en groupes, de gauche à droite :
- à l'extrême gauche : les radicaux comme Émile Littré ou Georges Clemenceau ;
- à gauche :
  - l'Union républicaine de Léon Gambetta,
  - la Gauche républicaine : Jules Favre, Jules Ferry, Jules Grévy et Jules Simon ;
- au centre :
  - la réunion Rampon : les « républicains conservateurs », groupe fondé par Émile de Marcère et de quelques autres députés (dont Léon Say),
  - la réunion Feray, environ 98 conservateurs proches de Thiers à la position face à la République ambiguë et étant plutôt un groupe d'intérêt économique, une bonne moitié rejoignent ensuite le Centre droit,
    - le Centre gauche : fusion en juillet 1871 des deux groupes ci-dessus, des républicains-conservateurs et conservateurs républicains centristes, amis de Thiers (Auguste Casimir-Perier, Rémusat, Dufaure, Rivet, etc.),

  - le Centre droit : les conservateurs et les orléanistes, qui n'acceptent pas le drapeau blanc du « comte de Chambord », menés par le duc de Broglie, député en même temps qu'ambassadeur à Londres, et le duc Decazes ;

- à droite :
  - la réunion des Réservoirs : réunion unitaire monarchiste qui se scinde en plusieurs tendances mais qui perdure comme lieu d'échanges,
  - les « chevau-légers » – ils se réunissaient au Passage des chevau-légers à Versailles – ce sont des légitimistes favorables au drapeau blanc dont le duc d'Audiffret-Pasquier,
  - le parti ultramontain (catholique-libéral) de monseigneur Dupanloup, évêque d'Orléans.

Le pays, et notamment le peuple des campagnes, est largement favorable aux conservateurs (Légitimistes, ultra-montains et orléanistes conservateurs), qui conservent une écrasante supériorité numérique à l'assemblée. Pourtant, cette majorité est divisée. Certains conservateurs pensent qu'une fois la Commune écrasée, il ne faut pas chercher querelle aux classes populaires urbaines sur le sujet de la République, si cette dernière est organisée de façon conservatrice; c'est l'idée, entre autres, de Thiers. Beaucoup, d'esprit voltairien et de tendance gallicane, voient d'un mauvais œil la progression du catholicisme ultramontain et le soutien que les légitimistes apportent au Syllabus du pape Pie IX.
Les monarchistes se querellent sur le nom du prétendant au trône. Les légitimistes, bien implantés dans les campagnes de l'ouest, partisans d’« Henri V », le « comte de Chambord », petit-fils en faveur duquel le roi Charles X a abdiqué en 1830, sont eux-mêmes divisés. Une partie d'entre eux soutiennent la prééminence du droit du souverain et sont nostalgiques de l'organisation sociale de l'Ancien Régime. Ils sont le plus souvent ultramontains. Une autre partie se rapproche des orléanistes partisans de Philippe d'Orléans, comte de Paris, petit-fils du roi Louis-Philippe. Ces derniers liés aux milieux d'affaires acceptent l'égalité civile, le parlementarisme et sont plutôt des catholiques libéraux ; leur tête de file est le duc Albert de Broglie. Alors que l'assemblée est favorable à la restauration de la royauté, le « comte de Chambord » fait, le 5 juillet 1871, une déclaration dite « du drapeau blanc » (comme drapeau national), qui heurte les orléanistes (partisans du drapeau tricolore) et ruine l'espoir d'un rétablissement rapide. 
Aussi les royalistes veulent gagner du temps. En mai 1873, Thiers, abandonné par une partie de ses soutiens (et notamment les centristes du groupe Target) inquiets de sa position de plus en plus républicaine et des progrès électoraux des républicains, doit démissionner. Pour le remplacer les royalistes élisent comme « chef du pouvoir exécutif » le maréchal Mac-Mahon, qui doit occuper la place en attendant la restauration de la royauté. L'Assemblée se scinde alors plus clairement entre la « gauche », républicaine et incluant le Centre gauche, et le « droite , monarchiste et bonapartiste.
Un accord à droite semble trouvé en 1873, le comte de Paris accepte de s'effacer devant le « comte de Chambord », qui n'a pas d'enfant, en espérant qu'il choisisse le comte de Paris comme son héritier. Mais, le 23 octobre 1873, le « comte de Chambord » maintient son exigence du drapeau blanc. La restauration monarchique ne peut se faire tant que le prétendant légitimiste sera en vie. En attendant, l'assemblée vote en novembre le septennat pour augmenter la durée du mandat de Mac-Mahon.

## Le gouvernement de l'«Ordre moral»
Les progrès des républicains inquiètent les conservateurs. Le monde rural change insensiblement de position politique. La peur d'un retour à l'Ancien Régime et à ses privilèges si la royauté est rétablie inquiète les paysans. Par contre, débarrassée des idées socialement révolutionnaires depuis l'écrasement de la Commune de Paris, la République, telle que la personnifie Gambetta qui se surnomme le « commis-voyageur de la République », rassure. Aux élections municipales de 1874, la poussée républicaine est nette.
Pour faire face, les Conservateurs sous la direction d'Albert de Broglie imposent une politique d’« Ordre moral » (l'expression provient du message présidentiel du nouveau président Mac-Mahon, le 26 mai 1873). Il s'agit d'abord de redonner de la visibilité et de l'influence à la religion catholique. Du 27 au 28 mai, une cinquantaine de députés participent au pèlerinage de Notre-Dame à Chartres. D'autres en font de même à La Salette, à Lourdes ou à Paray-le-Monial. Le 20 juin, des députés se vouent à Notre-Dame. Le 24 juillet 1873 une loi décide la construction de la basilique du Sacré-Cœur, à Montmartre. Le 12 juillet 1875, l'assemblée vote la liberté de l'Enseignement supérieur, demandée avec insistance par les catholiques. Plusieurs instituts catholiques vont voir le jour.
Les conservateurs veulent aussi museler l'opposition républicaine. Le mot de République disparaît des actes officiels, la célébration du 14 juillet est interdite. Le gouvernement déplace ou remplace des préfets et des magistrats pour leur substituer des fidèles. La presse est étroitement surveillée, dans les grandes villes elle parait sous le régime de l'« état de siège ». Le 20 janvier 1874, une loi permet aux préfets de remplacer les maires républicains par des partisans de l'Ordre moral. Cependant, Broglie ne parvient pas à faire accepter son projet d'un Grand Conseil (assemblée de notables) ; il doit démissionner le 16 mai 1874. Ses successeurs Ernest Courtot de Cissey et Louis Buffet poursuivent inégalement ses objectifs.

## Les lois constitutionnelles de 1875
Sous la pression de Thiers, soucieux de stabiliser le régime conservateur, une commission de trente députés est créée le 28 novembre 1872, pour rédiger une constitution. Mais les incertitudes sur la restauration monarchique font traîner les travaux de cette commission. L’impossibilité d’une restauration rapide (voir plus haut : contradictions de la majorité) permet le rapprochement des orléanistes et des républicains modérés. Ces derniers acceptent la création d'une haute assemblée, le Sénat, jusque-là refusée, pourvu que la république soit enfin reconnue. Le 30 janvier 1875, l'amendement Wallon constitutionnalise le fait que la France est une République. Le 24 février, une loi constitutionnelle organise le Sénat, le 25 février, c'est le tour de l'organisation des pouvoirs publics, et le 16 juillet 1875, les rapports entre les pouvoirs publics sont déterminés. Ces trois lois forment ce que l'on appelle improprement la Constitution de la IIIe République.
Les conservateurs pensent pouvoir contrôler le régime mis en place. Le président de la République, élu pour sept ans par les deux assemblées réunies, dispose du pouvoir exécutif. Il nomme les ministres, nomme aux emplois, dispose de l’armée, négocie et ratifie les traités, et partage avec les deux chambres l’initiative des lois. Le président peut dissoudre la Chambre des députés après avis favorable du Sénat. Il n'est pas responsable, sauf cas de haute trahison. Le pouvoir exécutif est fort.
Le pouvoir législatif est détenu conjointement par deux assemblées. La Chambre des députés est élue, au scrutin d'arrondissement, au suffrage universel masculin pour quatre ans. Le Sénat est composé de 300 sénateurs. Parmi eux 75 sont inamovibles ; ils sont élus par l'Assemblée nationale élue en 1871 (à majorité monarchiste) puis se coopteront. Les 225 autres sénateurs sont élus dans chaque département par un collège formé des députés, des conseillers généraux et d'arrondissement et par les délégués communaux à raison de un délégué par municipalité, quelle que soit la taille de la commune (énorme prime pour les petites communes où l'influence des notables est forte). Les ruraux sont sûrs de contrôler le Sénat. Le Sénat peut se transformer en Haute-Cour de Justice pour juger le président ou les ministres, sur accusation de la Chambre des députés. Les deux assemblées votent, à égalité, les lois et le budget, ont le droit d'initiative des lois et les ministres sont solidairement responsables devant elles. Réunis pour former l'Assemblée nationale, députés et sénateurs peuvent voter une révision de la Constitution (les conservateurs peuvent espérer ainsi, le moment venu, rétablir la royauté). 
Ayant ainsi pris ses précautions, l'assemblée élue en 1871, se dissout le 31 décembre 1875.

## Groupes et réunions parlementaires
Les groupes et réunions entre 1873 et 1875 sont :
- à l'extrême gauche : les radicaux comme Émile Littré ou Georges Clemenceau ;
- à gauche :
  - l'Union républicaine de Léon Gambetta,
  - la Gauche républicaine : Jules Favre, Jules Ferry, Jules Grévy et Jules Simon ;
- au centre :
  - le Centre gauche : des républicains-conservateurs et conservateurs républicains centriste, amis de Thiers (Rémusat, Dufaure, Rivet, etc.),
    - la réunion de la République conservatrice : de Auguste Casimir-Perier, fondée le 16 janvier 1873 et disparue en mai 1873 composé d'environ 30 députés, promouvant la conjonction des centres mais participant au renversement de Thiers en raison de son alliance à gauche,

  - le groupe Target, groupe de conservateurs républicains qui renversent Thiers en raison de sa politique mais sans pour autant souscrire à quitter la République,
  - Groupe Lavergne ou Centre constitutionnel (à partir de juin 1874) : groupe de 30 députés centristes ayant renoncés à la monarchie face à l'échec de la restauration d'octobre 1873 puis du gouvernement de Broglie. Le député Lavergne est nommé en mai 1875 président de la Commission des Trente où il se prononce pour la forme républicaine du régime, Henri Wallon fait partie de ce groupe.
  - le Centre droit : les orléanistes, qui n'acceptent pas le drapeau blanc du « comte de Chambord » et sont pour l'adoption du drapeau tricolore, menés par le duc de Broglie, député en même temps qu'ambassadeur à Londres, et le duc Decazes, composé d'entre 100 et 150 membres ;
  - la réunion Changarnier, environ 40 députés à partir de 1873 pour rassembler les députés sans groupes souvent de centre droit ou de droite ;

- à droite :
  - Groupe De Clercq ou Union conservatrice (à partir de février 1875) : groupe conservateur qui cherche à rassembler le Centre droit et la réunion Colbert. Il y a environ 68 députés qui sont constitués en opposition du député Wallon sur le Sénat, demandant la nomination d'un certain nombre de sénateurs par le Président et par l'addition de conseilleurs municipaux nommés pour les élections sénatoriales,
  - la réunion Colbert, droite modéré d'environ 100 membres, monarchistes convaincus mais reconnaissant les libertés publiques, civiles et religieuses ainis que l'égalité devant la loi et soutenant la paternalisme social, aucune mention du drapeau n'est effectuée ;
- à l'extrême-droite :
  - les « Chevau-légers » : les légitimistes favorables au drapeau blanc et à Henri d'Artois, le comte de Chambord,
  - l'Appel au peuple : les bonapartistes, une vingtaine, favorables à une restauration de l'Empire via un plébiscite.